# Варичев Михайло Якович
Михайло Якович Варичев (нар. 25 лютого 1928, село Смеліж, тепер Суземського району Брянської області, Російська Федерація) — радянський діяч, голова Алуштинського міськвиконкому.

## Життєпис
Народився в селянській родині. До 1941 року закінчив сім класів школи.
З 1942 року перебував у партизанському загоні імені Суворова бригади «За владу Рад», був розвідником, охороняв партизанський аеродром, заготовляв дрова для сигнальних багать, збирав боєприпаси для озброєння з'єднань Ковпака і Сабурова, працював в госпіталі.
З осені 1943 по вересень 1944 року — секретар Красно-Слободської сільської ради Брянської області. У вересні 1944 року разом з родиною переїхав на постійне проживання до Криму.
З вересня 1944 по серпень 1945 року — секретар Білокаменської сільської ради Бахчисарайського району Кримської АРСР.
У 1945—1949 роках — учень Севастопольського технікуму залізничного транспорту, здобув спеціальність техніка-будівельника.
У 1948—1950 роках — майстер будівельно-монтажних робіт будівельно-експлуатаційного управління комендатури № 8 МДБ СРСР у місті Ялті.
З червня 1950 по жовтень 1953 року — в Радянській армії.
У 1953—1955 роках — виконроб, начальник дільниці будівельного управління № 8 тресту «Ялтабуд». Член КПРС.
У 1955—1962 роках — інструктор Ялтинського міського комітету КПУ.
У 1961 році закінчив Всесоюзний заочний інженерно-будівельний інститут в Москві.
У 1962—1963 роках — головний інженер будівельного управління № 35 та головний інженер будівельного управління № 38 тресту «Ялтабуд».
У 1963—1964 роках — заступник голови виконавчого комітету Ялтинської міської ради депутатів трудящих.
З липня 1964 по 1987 рік — голова виконавчого комітету Алуштинської міської ради депутатів трудящих (народних депутатів).
У 1987—1988 роках — начальник відділу будівництва об'єктів агропромислового комплексу Міністерства будівництва в південних районах СРСР.
З 1988 року — пенсіонер. У 1988—1991 роках працював на будівництві санаторних об'єктів Міністерства оборони СРСР.
Потім — на пенсії.

## Нагороди
- орден Трудового Червоного Прапора
- два ордени «Знак Пошани»
- медалі
- почесний громадянин міста Алушти (1999)
- почесний громадянин Суземського району (2016)